# Gerry Legras
Pour les articles homonymes, voir Legras.
Gerry Legras (aussi orthographié Jerry Legras), né le 5 avril 1966, est un boxeur seychellois.

## Carrière
Aux Championnats d'Afrique de boxe amateur 1994 à Johannesbourg, il remporte la médaille d'argent dans la catégorie des poids super-légers, s'inclinant en finale face au Sud-Africain Stephanus Carr.
Il dispute les Jeux olympiques de 1996 à Atlanta dans la catégorie des super-légers, où après avoir éliminé le Colombien Dairo Esalas, il s'incline au deuxième tour contre l'Iranien Babak Moghimi (en).
Il est médaillé d'argent aux Jeux de la Francophonie de 1997 à Antananarivo puis aux Jeux du Commonwealth de 1998 à Kuala Lumpur dans la catégorie des poids super-légers.
Il devient ensuite entraîneur.